# Od tišine do glasbe
Od tišine do glasbe je glasbeno-gledališka monokomedija, ki sta jo ustvarila Jure Ivanušič in Marko Vezovišek. V njej nastopa dramski igralec in pianist Jure Ivanušič. Svojo premiero je predstava doživela leta 2006, od leta 2008 pa je na rednem sporedu SiTi Teatra, BTC. Predstava nosi podnaslov Koncert za anekdoto in klavir, svojo 200. ponovitev pa je doživela 27.6.2011 v okviru festivala SiTi Teater pod zvezdami. Leta 2013 je predstava praznovala 300. ponovitev. Od tišine do glasbe je namenjena vsem generacijam. Predstava skuša na zabaven način razbiti predsodke o klasični glasbi. Predstava traja približno eno uro.
Jure Ivanušič se v glasbeni monokomediji s pomočjo anekdot sprehodi skozi zgodovino glasbe. Predstava ima tudi svojo spletno stran. 

## Sprejem
Predstava je leta 2011 sodelovala na mednarodnem festivalu 4. Gumbekovi dnevi, festivalu kabareta v Zagrebu, na katerem je Jure Ivanušič za izvedbo predstave prejel nagrado za najboljšo moško vlogo.
Občinstvo je svoje navdušenje kazalo s smehom, ploskanjem v ritmu igranih melodij, zasanjanim popevanjem ali spontanim vmesnim aplavzem. Iva Gruden, Nedelo, 20.5.2007
Predstava je navzven lahkotna komedija za enega igralca, po vsebini in intenci pa nekakšna učna ura o zgodovini glasbe, njenih zvrsteh in kvalitetah od (domnevnih) prvih zametkov do danes. Darinko Kores Jacks, Večer, 12.9.2006
S skokom čez veliko lužo, se igralec vživi v črnsko glasbo, razlikuje med zvrstmi jazza in se sooči z rojstvom rock'n rolla, a ne pozabi niti na staro Evropo, s francoskim šansonom in narodno glasbo. ROP, Primorske novice